# 小行星4806
小行星4806（英語：4806 Miho）是一颗围绕太阳公转的小行星。1990年12月22日，A. Natori、浦田武在清水町发现了此天体。
这颗小行星的绝对星等为291.27467等。